# 徐友漁
徐友漁（1947年3月17日—），四川成都人，中华人民共和国哲學家、作家，中國社會科學院哲學研究所研究員，主要成就在于分析哲學、政治哲學和文革研究。中国大陸知名公共知識分子、自由主義者。新公民运动的发起人之一。2015年11月开始流亡在纽约新学院任驻院学者。

## 生平
1947年3月17日，徐友漁生於四川省成都市。父親在1923年二七罷工不久之後加入中國共產黨，並在1925年留學法國，結識周恩來等人。1927年，被中共派遣至莫斯科中山大學，1930年奉派回國，工作於上海黨中央機關，又與劉少奇關係密切。然而父親被國民黨所捕入獄，登報聲明脫離共產黨。
徐友漁甫上小學，父親在四川大學教俄文。60年代初，父親逝世。半年後，母親也病逝。1966年，文化大革命爆发时于成都第一中学毕业，后来担任红卫兵造反派组织领袖，上山下乡期间在川北绵阳的一个村庄生活了三年，然后回到了家乡，在成都打工六年。
1977年考入四川師範大學數學系，1979年考入中國社會科學院研究生院，師從杜任之以及分析哲學家、維也納小組成員洪謙。獲碩士學位後在中國社會科學院哲學所工作，至2008年退休。
期間1986年赴英國牛津大學進修，師從當代分析哲學的重要代表人物——邁克爾·杜米特。后亦曾赴哈佛大学作访问学者，1988年，起草向中共中央提交请愿书，要求释放魏京生。1989年参与民主运动。
2001至2002年瑞典斯德哥尔摩大学和法国社会科学高等究学院任帕尔梅客座教授，该职位是提供给“专注于广泛和平重要领域的国际杰出研究人员”。
2008年签署《零八宪章》，对宪章内容提出过建议。
2010年6月，许志永、滕彪、王功权、黎雄兵、李方平、徐友渔和老虎庙发起《公民承诺》倡议书，期待中国公民意识能够更加普遍，共同支持保护公民的权利。徐友渔也是新公民运动的发起人之一。
2014年5月因参加“六四研讨会”被传唤和刑拘，参会人士包括清华大学教授秦晖、清华大学教授郭于华等，其他被捕人士包括人权律师浦志强﹑人权活动家胡石根、80后作家刘荻以及北京电影学院教授郝建。徐友渔承认是他发起5月3日的六四研讨会，开会地点在郝建住处。同年6月5日获得释放。据徐友渔回忆，由于是政治犯，又是教授，在狱中待遇相对良好。
2015年起流亡美国，在纽约新学院任驻院学者。

## 奖项
2014年，徐友漁获奥洛夫·帕尔梅奖，其颁奖词：
 2014年奥洛夫·帕尔梅奖授予中国哲学教授徐友渔，以表彰他坚持民主和言论自由原则的工作。
    徐友渔关于自由、社会公正和人权的呼吁，是他在中国进行的抗争，但具有普遍意义。
    徐友渔出生于1947年，居住北京，在中国社会科学院工作多年。他作为一位投入的中国公民和政治哲学家，要求尊重宪法保障的自由。2008年，他是《零八宪章》最引人瞩目的签署者之一。他一直致力于中国社会民主化的工作，谴责将任何形式的暴力作为一种政治手段。
   徐友渔在国内外备受推崇，2001-2002年曾任斯德哥尔摩大学奥洛夫·帕尔梅客座教授，该位置是提供给“专注于广泛和平重要领域的国际杰出研究人员”。
    徐友渔通过他的研究和倾向对话的论文，为中国的和平民主发展作出了重大贡献。

## 外界评价
徐友漁掌握四門外語，良好的數學背景以及有素的邏輯訓練，使得他的努力富有成效并引人注目。2004年，徐友漁被《南方人物週刊》評為50名公共知識分子之一。
徐友渔的观点傾向古典自由主义。

## 著述
1994年出版的著作《“哥白尼式”的革命》於1995年获“金岳霖学术奖”；1996主持完成並与陳嘉映、周國平等合著的國家社會科學基金項目《语言与哲学》在當代漢語語言哲學領域有著重要影響；1999年於香港出版的《形形色色的造反》被称为是研究紅衛兵問題的“一部里程碑式的作品”。

### 著作
- 《“哥白尼式”的革命》，上海三聯出版社，1994年，获1995年金岳霖学术奖。
- 《羅素》，香港中華書局，1994年
- 《精神生成語言》，四川人民出版社，1997年
- 《形形色色的造反》，香港中文大學出版社，1999年
- 《告別20世紀》，山東教育出版社，1999年
- 《驀然回首》，河南人民出版社，1999年
- 《自由的言說》，長春出版社，1999年
- 《直面歷史》，中國文聯出版社，2000年
- 《人文立場》，中國青年出版社，2008年
- 《重读自由主义及其他》，河南大學出版社，2008年
- 《革后余生——从牛津大学到北京市第一看守所》，台北,渠成文化，2023年12月

### 合著
- 《語言與哲學》，三聯書店，1996年

### 主要論文作品
- 精神和文化記錄片斷，《花城》，1999.1月號
- 自由主義與當代中國，《開放時代》，1999.5月號
- 社會轉型期的精神文化定位，《現代與傳統》，1996.3，總第10期
- 昆德拉、哈维尔與我們，《上海文學》，1998年第10期
- 马克思的异化观，《哲学动态》，1980(09):15-17